# 5003 Silvanominuto
Az 5003 Silvanominuto (ideiglenes jelöléssel 1988 ER2) a Naprendszer kisbolygóövében található aszteroida. W. Ferreri fedezte fel 1988. március 15-én.